# 김현진 (1984년)
김현진(金現眞, 1984년 2월 26일~ )은 대한민국의 전직 스타크래프트 프로게이머이자 전직 프로게임단 감독이다.  kOs라는 아이디를 사용하며, 종족은 테란이다.
스타크래프트 선수 출신으로는 처음으로 코치를 거쳐 감독 자리에 올랐다.
2008년부터 2010년까지 이스트로의 감독을 맡있다.

## 약력
2001년 하반기 IS(현 화승 OZ)에 입단하며 프로게이머 생활을 시작했다.
2002년 사실상의 데뷔무대였던 KPGA Tour 3차리그에서 3위를 차지하며 단숨에 스타덤에 올랐다. 이로 인해 '신데렐라 테란'이라는 별명을 얻었고, 이윤열, 서지훈 등과 함께 차세대 테란의 선두주자로 주목받기도 했다.
2003년 5월 8일 IS에서 동양 오리온(현 SK텔레콤 T1)으로 이적했다.
반복 부진으로 인해 2005년 초에 SK텔레콤 T1에서 쫓겨난 김현진은 2005년 상반기 드래프트에 참가, 헥사트론 드림팀(현 이스트로)의 3차 지명으로 이적하였다.
2006년 4월 11일 김현진은 선수 생활을 그만두고 이네이쳐 탑(현 이스트로)의 코치로 보직을 옮겼다.
2008년 2월 18일 이스트로의 코치로 있었던 김현진은 군입대등의 문제로 인해 코치직을 그만두었다.
여러 가지 사정으로 인해 군입대를 미룬 김현진은 2008년 6월 24일 이지호 감독의 후임으로 이스트로의 임시 감독대행으로 발탁되었고, 2008년 9월 24일 이스트로의 정식 감독으로 취임하였다.
2010년 10월 이스트로 팀의 해체와 동시에 감독직에서 물러났다. 이후 2011년 7월 군에 입대했다.
2013년 9월쯤 전역한것 같다.

## 제노스카이 사건
2004년 7월 17일 부산 광안리 해수욕장에서 SKY 프로리그 2004 1Round 결승전이 있었을 때, 당시 주훈 감독은 마지막 경기인 7차전에서 김현진을 내세우게 된다. 그리고는 "김현진은 제노스카이에 최적화된 선수입니다. 반드시 4:2로 끝낼 것 입니다."라고 말을 하였다. 하지만 1차전에서 지고 있다가 2,3,4차전을 이긴 T1은 5,6차전을 한빛에게 내주고 만다. 결국 마지막 경기 7차전에서 한빛은 나도현을 내세웠고 T1은 주훈 감독의 말대로 김현진을 내세웠지만, 나도현의 레이스 물량에 막혀 패배하고 말았다. 이와 동시에 주훈 감독의 발언은 장안의 화제가 되었다.

## 수상 경력

#### 개인 경력
- 2001년 12월 Nazit 연말전 왕중왕전 우승
- 2002년 8월 MBC게임 해태배 스타 최강전 4강
- 2002년 11월 파나소닉배 2002 온게임넷 스타리그 16강
- 2002년 12월 KPGA 투어 4차리그 3위
- 2002년 12월 게임아이 주장원전 우승
- 2002년 12월 2003 파나소닉배 온게임넷 스타리그 16강
- 2003년 2월 2003 KTEC KPGA 위너스 챔피언쉽 10강
- 2003년 5월 2003 스타우트배 MBC게임 스타리그 16강
- 2003년 6월 2003 올림푸스배 온게임넷 스타리그 16강
- 2003년 9월 2003 마이큐브배 온게임넷 스타리그 16강
- 2003년 10월 itv 6차 랭킹전 진출

#### 코치, 감독 경력
- 2006년 12월 이스포츠대상 페어플레이상 수상 (스타크래프트 팀)
- 2007년 3월 제2회 KeSPA컵 스타크래프트부문 공동 3위
- 2008년 3월 ESL 인텔 익스트림 마스터즈 II 파이널 (카운터스트라이크 팀 준우승)
- 2008년 12월 IEF 2008 카운터스트라이크 부문 우승
- 2009년 8월 생각대로T SF프로리그 2009 1st 우승
- 2009년 12월 2009 대한민국 e스포츠대상 스페셜포스 부문 감독상